# Lauris Norstad
Lauris Norstad, född den 24 mars 1907 i Minneapolis, Minnesota, död den 12 september 1988 i Tucson, Arizona, var en amerikansk general.

## Biografi
Norstad utexaminerades från United States Military Academy 12 juni 1930 och blev fänrik i kavalleriet. I september 1930 började han Primary Flying School vid March Field i Kalifornien, utexaminerades från Advanced Flying School och överfördes till Air Corps i juni 1931. Han placerades vid Schofield Barracks, Hawaii, i januari 1932 där han tilldelades till 18:e Pursuit Group, och fick befälet över denna i juli 1933. I mars 1936 utsågs han adjutant för 9th Bomb Group där. Efter genomgång av "korta kursen" den Air Corps Tactical School vid Maxwell Field, Alabama, i september 1939, återvände han tre månader senare till Mitchel Field som ansvarigt befäl för 9th Bomb Group Navigation School.
Förflyttad till Langley Field, Virginia, i juli 1940 blev Norstad adjutant 25th Bomb Group, och i november utsågs han till biträdande underrättelsechef vid General Headquarters Air Force där. I februari 1942 utsågs han till ledamot i en rådgivande grupp vid arméflygvapnen kommando i Washington, DC.

### Andra världskriget
I augusti 1942 blev Norstad biträdande stabschef i tolfte flygvapnet och förflyttades till England till stöd för Operation Husky, och till Algeriet i oktober 1942.
I februari 1943 blev han befordrad till brigadgeneral och övertog uppgiften som biträdande stabschef för operationer av Northwest African Air Force. I december 1943 utnämndes han till chef för de Allierades flygoperationer i Medelhavsområdet.
Norstad återgick till Washington, DC i augusti 1944 där han var biträdande chef för Air Personal vid arméflygstaben med uppgift som stabschef i 20:e flygvapnet och i februari 1946 fortsatte han som chef för Divisionen för operativ planering vid krigsdepartementet i Washington, DC.
Den 1 oktober 1947 efter uppdelningen av krigsdepartementet i departementen för armén och flygvapnet utsågs Norstad till vice stabschef för verksamhet inom flygvapnet.
I oktober 1950 blev han överbefälhavare för US Air Force i Europa med högkvarter i Wiesbaden, Tyskland och sedan chef för Nato-flygvapnet 1951-56. Han fortsatte som Natos överbefälhavare i Europa 1956-63 och arbetade då, dock utan framgång, för att göra Nato till den fjärde kärnvapenmakten. Han övergick 1963 till civil verksamhet.